# 彼得斯堡 (肯塔基州布恩縣)
彼得斯堡（英語：Petersburg）是位於美國肯塔基州布恩縣的一個人口普查指定地區。

## 人口
根據2020年美國人口普查的數據，彼得斯堡的面積為18.17平方千米，當中陸地面積為16.26平方千米，而水域面積為1.91平方千米。當地共有人口500人，而人口密度為每平方千米27.52人。